# 堀達憲
堀 達憲（ほり たつのり、1953年 - ）は、日本の実業家、登山家。株式会社三保原屋代表取締役。

## 人物・経歴

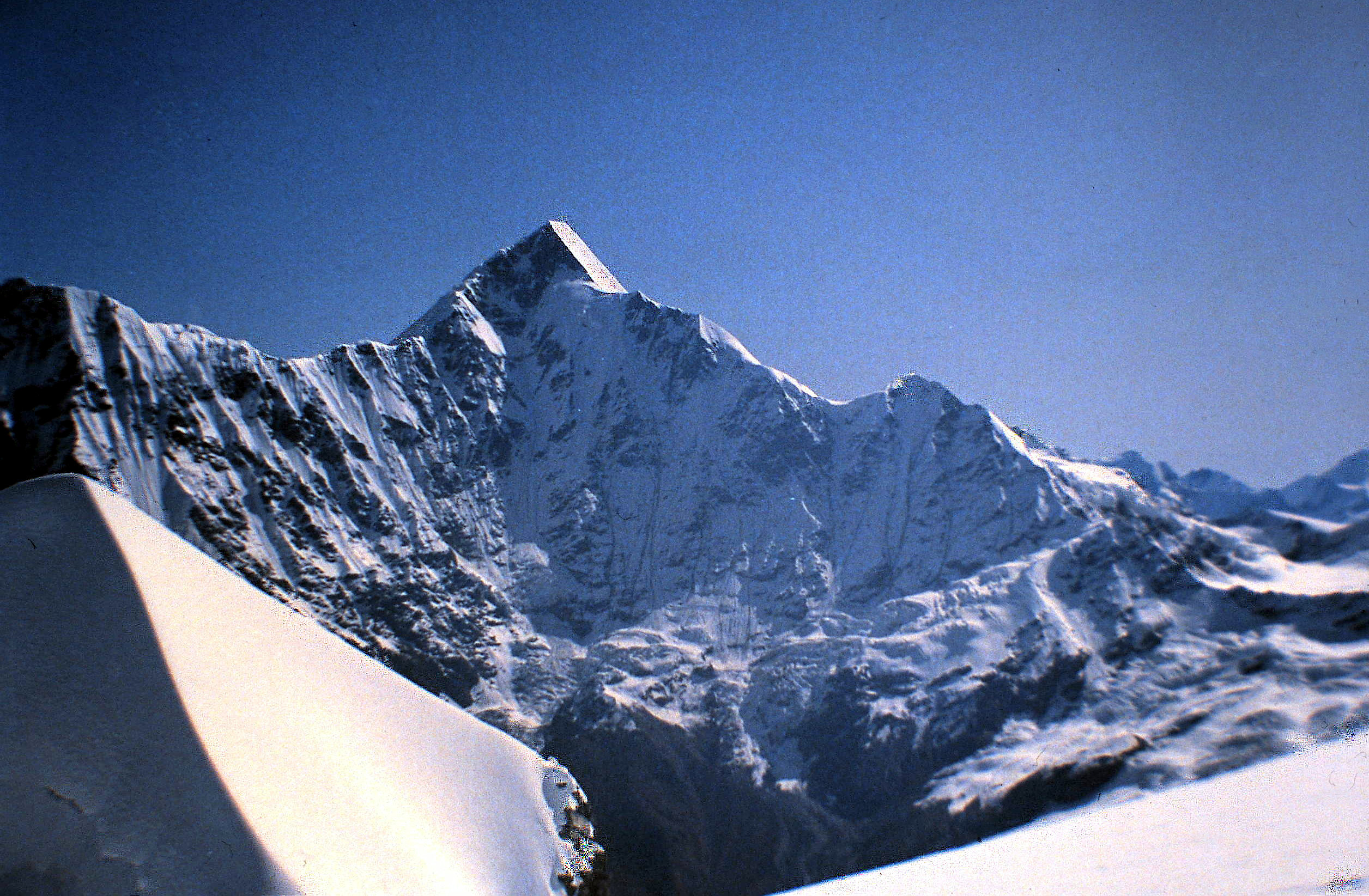
ナンダ・コート

1953年8月、静岡県生まれ。江戸時代（1687年・貞享4年）から続く三保原屋の家に生まれる。
立教大学卒業。大学在学中は山岳部に所属した。
1977年には家業を継ぎ、八代目として三保原屋代表取締役社長を務めるが、登山家としてもガッシャーブルムII峰などへの遠征経験を積む。
2017年には、1936年（昭和11年）に立教大学山岳部が日本初となるヒマラヤ遠征でインドの高峰ナンダ・コート（6,867メートル）に初登頂した偉業を後世に伝える「ナンダ・コート初登頂80周年記念事業」において編成された登山隊のメンバーとして再びナンダ・コートの頂を目指す活動を行った。登山路の状態から登頂は断念することとなったが、その模様はBS11の開局10周年特別番組として放送された。